# Plancinus cornutus
Plancinus cornutus är en spindelart som beskrevs av Simon 1886. Plancinus cornutus ingår i släktet Plancinus och familjen krabbspindlar.
Artens utbredningsområde är Uruguay. Inga underarter finns listade i Catalogue of Life.